# Sorbus tangoensis
Sorbus tangoensis är en rosväxtart som beskrevs av Gen-Iti Koidzumi. Sorbus tangoensis ingår i släktet oxlar, och familjen rosväxter. Inga underarter finns listade i Catalogue of Life.